# Ficus glareosa
Ficus glareosa är en mullbärsväxtart som beskrevs av Adolph Daniel Edward Elmer. Ficus glareosa ingår i släktet fikonsläktet, och familjen mullbärsväxter. Inga underarter finns listade i Catalogue of Life.